# Dragon Ball Kai: Arutimetto butōden
Dragon Ball Kai: Arutimetto butōden (ドラゴンボール改 アルティメット武闘伝, Doragon bōru kai: Arutimetto butōden, littéralement « Dragon Ball Kai: Ultimate butōden ») est un jeu vidéo de combat développé par Game Republic et édité par Namco Bandai sur l'univers de Dragon Ball Z Kai, l'anime remasteurisé de Dragon Ball Z. Le jeu est disponible à partir de février 2011 au Japon sur Nintendo DS.